# Patrimoine architectural
Le patrimoine architectural est l'ensemble des constructions humaines qui ont une grande valeur parce qu'elles caractérisent une époque, une civilisation ou un événement et que, à cause de cette valeur, nous voulons transmettre aux générations futures.

## En Europe
Les politiques de « conservation intégrée » ont été définies le 3 octobre 1985 : la Convention pour la sauvegarde du patrimoine architectural de l’Europe dite « Convention de Grenade » conclue à cette occasion est entrée en vigueur le premier décembre 1987 et a fait l’objet du décret no 88-206 du 29 février 1988 (JO du 4). Elle établit les structures de la coopération européenne pour la protection du patrimoine architectural. 
À l'occasion de la constitution du Réseau européen du patrimoine le thésaurus a fourni une large définition du Patrimoine architectural : 
L’article 1er de la Convention pour la sauvegarde du patrimoine architectural de l'Europe, définit l'expression «patrimoine architectural» en affirmant qu’elle intègre les biens immeubles ci-après :
1. les monuments : toutes réalisations particulièrement remarquables en raison de leur intérêt historique, archéologique, artistique, scientifique, social ou technique, y compris les installations ou les éléments décoratifs faisant partie intégrante de ces réalisations ;
2. les ensembles architecturaux : groupements homogènes de constructions urbaines ou rurales remarquables par leur intérêt historique, archéologique, artistique, scientifique, social ou technique et suffisamment cohérents pour faire l'objet d'une délimitation topographique ;
3. les sites : œuvres combinées de l'homme et de la nature, partiellement construites et constituant des espaces suffisamment caractéristiques et homogènes pour faire l'objet d'une délimitation topographique, remarquables par leur intérêt historique, archéologique, artistique, scientifique, social ou technique.

### Luxembourg
La liste des monuments nationaux du Luxembourg (officiellement : liste des immeubles et objets classés monuments nationaux ou inscrits à l'inventaire supplémentaire) a été établie à la suite de la loi du 12 août 1927 concernant la conservation et la protection des sites et monuments nationaux. Cette loi, modifiée en 1945 et en 1968, a été remplacée par la loi du 18 juillet 1983.
La loi distingue deux niveaux de protection :
- les monuments nationaux classés, concernant les immeubles « dont la conservation présente au point de vue archéologique, historique, artistique, esthétique, scientifique, technique ou industriel, un intérêt public[4] » ;
- les monuments inscrits à l'inventaire supplémentaire sont des immeubles répondant à la définition ci-dessus, « qui, sans justifier une demande de classement immédiat, présentent cependant un intérêt suffisant pour en rendre désirable la préservation[4] ».

### Royaume-Uni
Au Royaume-Uni, le terme listed building (littéralement « monument classé ») désigne un édifice reconnu et protégé pour son aspect historique, architectural ou culturel exceptionnel. Un listed building (ci-après nommé « monument classé ») ne doit pas être démoli, agrandi ou altéré sans une permission spéciale des autorités locales compétentes en matière d'urbanisme (qui dépendent d'instances nationales et s'y rapportent pour fonder leur décision). Les propriétaires d'édifices classés sont, dans certaines circonstances, appelés à maintenir ou réparer le bâtiment, et risquent une condamnation pénale s'il ne le font pas ou s'ils procèdent à des rénovations et travaux divers sans autorisation expresse. En raison de ces contraintes une fois un lieu protégé, la loi autorise les propriétaires à s'opposer à ce que leur bien soit classé.

## Dans les autres régions

### Japon
Un trésor national (国宝, kokuhō) est, au Japon, un bien culturel important d'une valeur exceptionnelle et de portée universelle appartenant au patrimoine culturel matériel de la nation. Depuis 1950, le ministère de l'Éducation, de la Culture, des Sports, des Sciences et de la Technologie dispose de l'arsenal législatif nécessaire pour inventorier et classer les biens culturels du pays, et mettre en œuvre les mesures appropriées pour leur protection et conservation.
À la fin du XIXe siècle, prenant conscience de l'intérêt de préserver les témoignages du passé, le gouvernement japonais formule les premières dispositions légales visant à protéger les édifices religieux anciens. Une loi, promulguée en 1897, établit la définition juridique d'un trésor national. Au cours du XXe siècle, les législateurs nippons élargissent celle-ci aux œuvres architecturales civiles, aux œuvres scripturales anciennes et à celles des beaux-arts et de l'artisanat, et ils précisent les critères de classement au titre de trésor national. La loi sur la protection des biens culturels de 1950, notamment, fixe les fondements de la politique patrimoniale du Japon.
Au début du troisième millénaire, le patrimoine national japonais comprend plus d'un millier de trésors nationaux, distingués parmi plus de quinze mille biens culturels matériels importants et dont quelques-uns sont inscrits sur la liste du patrimoine de l'humanité établie par l'UNESCO.